# Шапекоенсе
«Шапекоенсе» (порт. Associação Chapecoense de Futebol) — бразильський футбольний клуб з міста Шапеко, штат Санта-Катаріна. Виступає в «Серії А» Чемпіонату Бразилії з 2014 року.
Вболівальники для стислості називають команду просто «Шапе».

## Історія
Заснований в 1973 році «Шапекоенсе» представляє 200-тисячне місто Шапеко в штаті Санта-Катаріна на півдні Бразилії. Команда виникла після об'єднання двох місцевих колективів — «Атлетіко Шапекоенсе» і «Індепендент». Клубними кольорами були обрані зелений і білий.
В 1977 році клуб виграв свій перший титул чемпіонів штату Санта-Катаріна, обігравши в фіналі турніру з рахунком 1:0 «Аваї». Через рік «Шапекоенсе» дебютував у вищому дивізіоні чемпіонату Бразилії — Серії A. В першому сезоні в еліті команда фінішувала на 51 місці. У 1979 році «Шапекоенсе» був на 93 місці в Серії A, після чого вилетів до нижчого дивізіону.
У 1996 році «Шапекоенсе» виграв свій другий чемпіонат штату.
У 2013 році клуб вийшов в Серію А — через 25 років, при цьому другий за значимістю бразильський дивізіон клуб переступив лише за один сезон.
Зумівши в 2014 році уникнути вильоту із Серії А і зайняти 15-е місце, клуб вперше пробився в розіграш Південноамериканського кубка, де в 1/4 фіналу «Шапекоенсе» поступився аргентинському «Рівер Плейт». Програвши перший матч (1:3), на своєму полі «Шапекоенсе» ледь не відігрався (2:1). У наступному році «Шапекоенсе» в чемпіонаті став вже 14-м, знову отримавши можливість виступити в Американському кубку — другому за значущістю клубному американському турнірі.
Історичним роком для команди став 2016, оскільки футболістам вдалося дійти до фіналу чемпіонату після перемоги над «Сан-Лоренсо де Альмагро». Літак з футболістами бразильського клубу на борту зазнав аварії по дорозі на перший фінальний матч. В авіакатастрофі вижили три гравці, які вирушили на цю гру. Колумбійський «Атлетіко Насьональ», який запропонував віддати кубок «Шапекоенсе», названий віце-чемпіоном і отримав приз фейр-плей. «Шапекоенсе» вперше в історії став володарем Південноамериканського кубка. Крім того, клуб отримав 1 мільйон доларів призових.
9 грудня 2016 року Вагнер Мансіні був представлений як новий головний тренер «Шапекоенсе».

## Загибель команди в авіакатастрофі 2016
29 листопада 2016 року літак, що перевозив команду на матч проти клубу «Атлетіко Насьональ», на борту якого була 81 людина, зазнав авіакатастрофи на території Колумбії. Авіаційна влада повідомила, що близько 10-ї години вечора за місцевим часом (03:00 за Гринвічем) з літака надійшло повідомлення про несправність електрообладнання. Всього з 81-ї людини на борту, серед яких футболісти, тренерський штаб, футбольні функціонери та екіпаж, вижило п'ятеро.
Дев'ять футболістів Шапекоенсе уникнули трагедії 29 листопада, не полетівши з клубом на фінал Південноамериканського кубку проти «Атлетіко Насьональ», а з тих 22-х футболістів, що полетіли цим рейсом, вижило лише троє (Алан Рушел, Жаксон Фолманн та Еліу Нету). Виявлений живим воротар «Шапекоенсе» Маркос Данило пізніше помер в лікарні.
29 листопада колумбійський «Атлетіко Насьональ» — суперник «Шапекоенсе» по фіналу Південноамериканського кубка — відмовився від трофея. Команди повинні були розіграти титул в двоматчевому протистоянні. Пізніше чинний володар трофея колумбійський клуб «Санта-Фе» передав його бразильській команді.
3 грудня в Бразилії пройшла церемонія прощання із загиблими в авіакатастрофі футболістами клубу «Шапекоенсе». Церемонія відбулася за участі президента країни Мішела Темера на домашньому стадіоні команди у містечку Шапеко.

## Колишні емблеми

## Досягнення
- Ліга Катаріненсе: Чемпіон (5): 1977, 1996, 2007, 2011, 2016.
- Срібний призер Серії B (1): 2013.
- Бронзовий призер Серії C (1): 2012.
- Бронзовий призер Серії D (1): 2009.
- Південноамериканський кубок: Чемпіон (1): 2016 .